# جوزيف تي روكر
جوزيف تي روكر (بالإنجليزية: Joseph T. Rucker)‏ هو مصور سينمائي أمريكي، ولد في 1887 في أتلانتا في الولايات المتحدة، وتوفي في 21 أكتوبر 1957 في سان فرانسيسكو في الولايات المتحدة.

## وصلات خارجية
- جوزيف تي روكر على موقع IMDb (الإنجليزية)
- جوزيف تي روكر على موقع تيرنر كلاسيك موفيز (الإنجليزية)
- جوزيف تي روكر على موقع أول موفي (الإنجليزية)
- جوزيف تي روكر على موقع قاعدة بيانات الفيلم (الإنجليزية)
- جوزيف تي روكر على موقع كينوبويسك (الروسية)